# Aneuclis unica
Aneuclis unica är en stekelart som beskrevs av Andrey Ivanovich Khalaim 2004. Aneuclis unica ingår i släktet Aneuclis och familjen brokparasitsteklar. Inga underarter finns listade i Catalogue of Life.